# Sygesikring
Sygesikring er en offentlig ordning, der garanterer borgerne gratis eller delvist brugerbetalt behandling i tilfælde af sygdom.
Danmark har haft sygesikring siden 1971, hvor sygekasseordningen blev afskaffet. Den danske sygesikring dækker, eller giver tilskud til bl.a. behandling hos praktiserende læger, medicin, tandlægebehandling, psykologbistand, kiropraktorbehandling, speciallægebehandling, fysioterapeutbehandling samt rejsesygeforsikring. I de senere år er private sundhedsforsikringer blevet populære som supplement til den offentlige sygesikring.